# Parc municipal d'Hämeenlinna
Le parc municipal d'Hämeenlinna (finnois : Hämeenlinnan kaupunginpuisto) ou Parkki est un parc du quartier de Puistonmäki à  Hämeenlinna en Finlande,.

## Présentation
Parkki est situé au bord du lac Vanajavesi.
C'est l'une des composantes du Parc national urbain d'Hämeenlinna.
La superficie du parc est d'environ 18 hectares et il compte environ 5,4 km de sentiers. 
Le parc possède des structures appartenant à un parc paysager historique, telles que plusieurs pavillons, des murs de terrasse, des murs de soutènement et des ruines artificielles. 
Une jetée en pierre sur le rivage a été construite en 1864 pour permettre la liaison en bateau de la ville à Parkki.